# A típusú madárodú
Az A típusú madárodú vagy verébmentes eternit kisodú kisebb testű madárfajok, mint a kék cinege és a barátcinege megtelepítésére használatos mesterséges madárodú. Szűk röpnyílása megakadályozza, hogy a verebek (házi veréb és mezei veréb) elfoglalják.

## Elkészítése
Legkönnyebben egy 16–18 cm hosszúra vágott, 10 cm-es belső átmérőjű eternit vagy műanyag csődarabból készíthető el, amelyre 25 mm-es, röpnyílást kell fúrni, felül a csapadék ellen védő tetőt kell rögzíteni. A cső alját 2–3 cm vastagon gipsszel kell kiönteni. Megfelelő falvastagságú műanyag csőből is gyártható.

## Használata
Az A típusú madárodú egyaránt használható kertek, parkok területén odúlakó madárfajok megtelepítésére és gyümölcsösökben, erdőkben a kártevő rovarok elleni védekezést szolgáló rovarevő madárállományok fészkelési lehetőségeinek megteremtésére. A kémiai növényvédelem elterjedése előtt a rovarevő madarak megtelepítése szolgálta elsősorban a biológiai növényvédelmet. Elterjesztését a Magyar Madártani Intézet számos kiadvány megjelentetésével szorgalmazta, többek között a madarak és fák napja rendezvényei keretében. Használatának hátránya, hogy ez az odútípus csak a legkisebb testméretű, bár, elterjedt fajok, a barátcinege és a kék cinege számára alkalmas.
A madárodút célszerű 1–6 m magasságban kifüggeszteni, olyan módon, hogy ahhoz a fészek-predátorok, mint a nagy pele, nyest, nyuszt ne férhessenek hozzá. A fészekodúban felhalmozódó fészekanyagban a paraziták bábjai, hosszú ideig életképesek maradhatnak, így a használt odvakat a madarak kisebb eséllyel foglalják el. Emiatt célszerű minden ősszel az odvakból a felgyűlt fészekanyagot eltávolítani és megsemmisíteni.

## Lásd még
- A madarak hasznáról és káráról